# Apenas o Fim
Apenas o Fim é um filme brasileiro de 2008, uma comédia romântica dirigida por Matheus Souza. O custo total do filme foi de R$ 8 mil.
O filme captura a juventude brasileira com cenas realistas que citam itens da cultura pop, como Cavaleiros do Zodíaco, Transformers e o site Omelete.

## Elenco
- Gregório Duvivier - Antônio/Tom[2]
- Érika Mader - Adriana
- Nathalia Dill - Taiara
- Álamo Facó
- Marcelo Adnet
- Anna Sophia Folch
- Julia Gorman

## Prêmio Netflix
Em 2013 o filme ganhou o Prêmio Netflix, sendo mais votado que as outras 9 produções brasileiras que concorreram, entre elas o documentário Dalua Downhill e a comédia dramática Elvis e Madona. Após ganhar a eleição online, o filme entrou no catálogo internacional da Netflix, e será oferecido ao longo de 2014, sem remuneração aos produtores. No entanto, os assinantes do Brasil verão apenas uma propaganda do filme.
O filme gamhou legendas em todas as línguas em que o Netflix é oferecido, e a companhia anunciou que pretende produzir mais filmes locais para uma audiência global. A ação é uma tentativa de aumentar o mercado da empresa no continente latino-americano.

## Prêmios e Nomeações
- Festival do Rio 2008 [5]
  - Menção Honrosa - Juri Oficial
  - Melhor Longa Ficção - Prêmio do Público
- 32ª Mostra Internacional de Cinema de São Paulo - 2008 [6]
  - Melhor Longa Brasileiro de Ficção - Prêmio do Público
- Festival de Miami 2009
  - Seleção Oficial [7]
- Festival de Rotterdam
  - Seleção Oficial [8]
- Prêmio Netflix 2013 [1]

## Curiosidades
- No filme existe uma informação aparentemente aleatória da “batata frita com refrigerante”. Essa parte fazia referência a um diálogo da segunda parte da cena em que eles comem pão de queijo e falam sobre McDonald’s. Mas o arquivo com essa cena se corrompeu e o diálogo acabou ficando de fora do filme. Nele, o casal fazia um top 5 de momentos favoritos do relacionamento. Ela cita a primeira vez deles, quando Tom quis ser romântico levando o café da manhã na cama. Mas o rapaz não sabia cozinhar, então apenas levou uma Ruffles, uma Coca e uma flor roubada do hall de entrada do apartamento.[9]
- Erika Mader aceitou o papel mesmo sem cachê.[10]
- O cineasta Matheus Souza ainda era estudante de cinema na PUC-RJ quando começou o projeto do filme.[1]
- O cineasta Matheus Souza escreveu um pequeno conto adendo ao filme. https://oglobo.globo.com/megazine/encontros-desencontros-no-planeta-terra-6490587